# Kłódzie
Kłódzie (prononciation : [ˈkwud͡ʑe]) est un village polonais de la gmina de Skórzec dans le powiat de Siedlce de la voïvodie de Mazovie dans le centre-est de la Pologne.
Il se situe à environ 8 kilomètres à l'ouest de Skórzec (siège de la gmina), 18 kilomètres au sud-ouest de Siedlce (siège de le powiat) et à 72 kilomètres à l'est de Varsovie (capitale de la Pologne).
Le village comptait approximativement une population de 240 habitants en 2006.

## Histoire
De 1975 à 1998, le village appartenait administrativement à la voïvodie de Siedlce.

Depuis 1999, il appartient administrativement à la voïvodie de Mazovie